# Valdiano Calcio '85
Il Valdiano Calcio '85 è stata una società calcistica italiana con sede a San Rufo (SA).
Sorto nel 1985 sulle ceneri della dismessa Rifo Sud di Marcianise (CE), il club rappresentò calcisticamente tutto il comprensorio del Vallo di Diano e, nonostante la breve attività, raggiunse risultati considerevoli potendo vantare partecipazioni al Campionato Interregionale e, soprattutto, alla Serie C2.
I colori sociali del sodalizio erano il rosso e il nero. Le gare casalinghe venivano disputate presso il Centro Sportivo Meridionale, situato in località Camerino a San Rufo.
I vari club antecedenti e postumi al Valdiano Calcio '85, che recano o hanno avuto nel nome riferimento al Vallo di Diano, non risultano avere con la compagine qui trattata legami di tradizione sportiva e federali, se non la comune rappresentanza territoriale.

## Storia

Una formazione della Rifo Sud Vallo di Diano che ottenne la promozione in Serie C2 al termine del Campionato Interregionale 1985-1986

L'idea di costituire una squadra di calcio che rappresentasse il Vallo di Diano circolò già negli anni settanta, ma ostacoli infrastrutturali ed economici non ne consentirono la concreta realizzazione fino al 1985, quando un gruppo di politici ed imprenditori provenienti dai comuni del Vallo decise di dare vita al progetto: la cordata, presieduta da Nicola Valva e Michele Manzolillo, rilevò il titolo sportivo della dismessa Rifo Sud di Marcianise, militante nel Campionato Interregionale, e lo trasferì a San Rufo. La scelta della sede non fu casuale infatti, proprio in quegli anni, nella cittadina del comprensorio era stato completato il moderno e funzionale Centro Sportivo Meridionale, dove la nuova società avrebbe così avuto modo di disputare gli incontri casalinghi e rappresentare calcisticamente l'intera comunità del Vallo di Diano.
La prima stagione nell'Interregionale della Rifo Sud Vallo di Diano fu un successo: il club centrò subito la storica promozione in Serie C2, stazionando per l'intero torneo nelle prime posizioni ed aggiudicandosi il primo posto in graduatoria all'ultima giornata, quando vinse a domicilio lo scontro diretto con la Vigor Lamezia.
In Serie C2 la società formalizzò il cambio di denominazione in Valdiano Calcio '85 e in campionato partì molto forte con tre vittorie nelle prime tre giornate che le consentirono di mantenere la testa della classifica per diverse partite. Il club disputò complessivamente una stagione esaltante chiudendo il torneo al settimo posto con 36 punti. L'impianto casalingo di San Rufo si rivelò particolarmente favorevole: qui il Valdiano collezionò 25 punti e rimase sconfitto una sola volta.
Nella seconda stagione in Serie C2 la rosa del Vallo fu ridimensionata ed incontrò maggiori difficoltà finendo per impegolarsi nella lotta per non retrocedere: dopo aver chiuso il girone d'andata in sedicesima posizione, faticò anche nel prosieguo del torneo e, nonostante durante la stagione avesse collezionato importanti successi e il bomber della squadra Fabio Lucidi avesse vinto il titolo di capocannoniere con 12 centri, alla fine retrocesse nell'Interregionale piazzandosi al diciassettesimo posto con 27 punti, due in meno della quota salvezza. Ancora una volta il rendimento casalingo fu molto positivo, ma non abbastanza da permettere alla squadra di mantenere la categoria e rimanere nel calcio professionistico.
Tra i giocatori protagonisti della Serie C2 si distinsero Avallone, Capone, Carannante, Condemi, Citarelli, Di Giulio, Di Vece, Lucidi, Pasquariello e Puntureri, mentre si avvicendarono sulla panchina Tom Angrisani ed Ercole Castaldo.
Con il ritorno nell'Interregionale la squadra non fu in grado di competere di nuovo ad alti livelli. La stagione 1987-1988 si concluse con il piazzamento in quattordicesima posizione e solo lo spareggio vinto ai supplementari contro la Sarnese permise al club di raggiungere la salvezza. Nella stagione successiva, invece, si concretizzò l'incubo della retrocessione: gravata anche da due punti di penalizzazione, la squadra si piazzò al diciassettesimo posto, ovvero la penultima posizione in graduatoria, e formalmente scese in Promozione. Tuttavia la società non partecipò alla Promozione, finendo poi per scomparire dai campionati.

## Stadio
Il problema dello stadio, che aveva contribuito a bloccare per anni la nascita del club, fu risolto quando a San Rufo venne costruito il Centro Sportivo Meridionale tra gli anni settanta e ottanta. Il complesso sportivo è ubicato in località Camerino e si tratta di una struttura fortemente polifunzionale, dotata di numerosi impianti sportivi, tra cui il campo di calcio utilizzato dal Valdiano '85 fin dalla sua fondazione.
Il campo di calcio è, tuttora, in erba naturale e le dimensioni del rettangolo di gioco sono 105 metri in lunghezza e 66 metri in larghezza. L'impianto è dotato di pista d'atletica a sei corsie e consente l'utilizzo notturno della struttura stessa mediante quattro torri faro poste agli angoli del terreno di gioco. La tribuna è parzialmente coperta e possiede una capienza di 3000 posti.

## Società
Il Valdiano Calcio '85 era una società a responsabilità limitata. Aveva sede in località Camerino a San Rufo (SA), presso il Centro Sportivo Meridionale. Non è dato conoscere il destino del club e del suo titolo sportivo, dopo il 1990.

### Sponsor
- 1985-1988 Ennerre

## Allenatori e presidenti
Le seguenti tabelle raccolgono rispettivamente la cronologia degli allenatori e quella dei presidenti del Valdiano Calcio '85.
| Allenatori - 1985-1986 Pasquale Santosuosso Tommaso Angrisani - 1986-1987 Tommaso Angrisani - 1987-1988 Ercole Castaldo | Presidenti - 1985-1986 Michele Manzolillo - 1986-1987 Nicola Valva |

## Palmarès

### Competizioni nazionali
- Campionato Interregionale: 1

1985-1986 (girone I)

## Statistiche e record

### Partecipazione ai campionati
Il Valdiano Calcio '85 ha militato per 5 stagioni (consecutive) nei campionati nazionali, a partire dall'esordio nel Campionato Interregionale nel 1985-1986 con la denominazione di Rifo Sud.
| Livello | Categoria                 | Partecipazioni | Debutto   | Ultima stagione | Totale |
| ------- | ------------------------- | -------------- | --------- | --------------- | ------ |
| 4º      | Serie C2                  | 2              | 1986-1987 | 1987-1988       | 2      |
| 5º      | Campionato Interregionale | 3              | 1985-1986 | 1989-1990       | 3      |

### Statistiche di squadra
Le statistiche si riferiscono ai due campionati di serie C2 (1986-1987, 1987-1988) e ai tre campionati Interregionali (1985-1986, 1988-1989, 1989-1990) disputati dal Valdiano Calcio '85.
- Miglior piazzamento: 7º posto (Serie C2 1986-1987); 1º posto (Interregionale 1985-1986)
- Maggior numero di punti: 36 (Serie C2 1986-1987); 41 (Interregionale 1985-1986)
- Maggior numero di vittorie: 14 (Serie C2 1986-1987); 14 (Interregionale 1985-1986)
- Maggior numero di vittorie in casa (Serie C2): 9 (1986-1987)
- Maggior numero di vittorie in trasferta (Serie C2): 5 (1986-1987)
- Miglior vittoria in casa (Serie C2): 3-0 (1986-1987: vs. Pro Cisterna) (1987-1988: vs. Benevento, Cavese)
- Miglior vittoria in trasferta (Serie C2): 3-1 (1987-1988: vs. Pro Cisterna); 2-0 (1986-1987: vs. Afragolese, Rende, Trapani, Turris)
- Miglior serie di vittorie (Serie C2): 4 (1986-1987: dalla 1ª alla 4ª giornata)[18]
- Miglior serie di vittorie in casa (Serie C2): 4 (1986-1987: 17ª, 19ª, 21ª e 24ª giornata)
- Miglior serie di vittorie in trasferta (Serie C2): 2 (1986-1987: 2ª e 4ª giornata)[18]
- Maggior numero di reti realizzate: 41 (Serie C2 1987-1988); 35 (Interregionale 1985-1986)
- Minor numero di reti subite: 34 (Serie C2 1986-1987); 18 (Interregionale a 16, 1985-1986); 41 (Interregionale a 18, 1988-1989)
- Minor numero di sconfitte: 12 (Serie C2 1986-1987); 3 (Interregionale 1985-1986)
- Minor numero di sconfitte in casa (Serie C2): 1 (1986-1987)
- Minor numero di sconfitte in trasferta (Serie C2): 10 (1987-1988)